# Eletrossíntese
Eletrossíntese em química orgânica é a síntese de compostos químicos em uma célula electroquímica   A vantagem principal sobre uma reação redox é a economia de energia que seria utilizada em outra semirreação e a precisão do potencial requerido. A eletrossíntese é estudada ativamente com ciência, além de ser empregada industrialmente.

## Montagem experimental
A aparelhagem básica da eletrossíntese consiste em um reator (célula eletroquímica), um potenciostato e dois eletrodos. Os solventes mais utilizados são o metanol, a acetonitrila e o diclorometano. Muitas vezes se adiciona um eletrólito (perclorato de lítio ou acetato de tetrabutilamônio). Os eletrodos podem ser de platina, varetas de grafite, magnésio, mercúrio (como líquido na base do reator), aço inoxidável ou carbono vítreo reticulado. Em muitas reações se faz necessário o uso de um eletrodo de sacrifício (que é consumido durante a reação), geralmente de zinco ou chumbo. Os dois tipos básicos de células são a célula sem divisão e a célula dividida por uma membrana semiporosa.
A eletrossíntese é realizada com voltagem ou corrente constante.

## Reações
Oxidações orgânicas ocorrem no ânodo com a formação inicial de radicais cátion como intermediários reacionais. Compostos são reduzidos no cátodo a radicais ânion. A reação inicial acontece na superfície dos eletrodos e então os intermediários se difundem na solução, onde participam de reações secundárias. 

### Oxidações aniônicas
- A eletrossíntese mais conhecida é a eletrólise de Kolbe;
- Uma variação é chamada reação não-Kolbe quando um heteroátomo (nitrogênio ou oxigênio) etá presente na posição α. O intermediário íon oxônio é capturado por um nucleofílico, quase sempre o solvente.

- Na reação de Crum Brown-Walker um ácido dicarboxílico alifático é oxidado, formando o diácido alongado, por exemplo a formação do éster dimetílico do ácido decanodióico a partir do hexanodiato de monometila [3]
- Amidas podem ser oxidadas a um íon N-acilimínio, facilmente capturável por um nucleófilo:

Este tipo de reação é chamado oxidação de Shono. Um exemplo é a α-metoxilação da N-carbometoxipirrolidina 
- A oxidação de um carbânion pode levar a uma reação de acoplamento por exemplo na eletrossíntese do éster tetrametil do ácido etanotetracarboxílico a partir do éster de malonato corrspondente [5]